# Diga di Darbandikhan
La diga di Darbandikhan (in curdo Bendava Derbendîxanê‎) è una diga del Kurdistan iracheno che si trova sul fiume Diyala nel nord del Governatorato di al-Sulaymaniyya. La diga è stata costruita per vari motivi, tra cui l'irrigazione, il controllo delle inondazioni e la produzione di energia idroelettrica.
La diga fu costruita da compagnie europee e americane tra il 1956 il 1961 e la centrale idroelettrica fu costruita negli anni 1992-1994 da una compagnia giapponese. La centrale contiene tre unità per una capacità di 249 MW.